# 菲利普·休
菲利普·休（英語：Phillip Sue，1946年9月3日—），新西兰男子举重运动员。他曾代表新西兰参加1974年、1978年和1982年英联邦运动会举重比赛，其中1978年英联邦运动会获得一枚铜牌。